# Börge Krüger
Edeler Børge (Börge) Gerhard Krüger, född 27 februari 1917 i Köpenhamn, död 18 maj 1995 i Stockholm, var en dansk-svensk dansare och skådespelare.
Krüger scendebuterade vid Pantomimeteatret på Tivoli i Köpenhamn. Han blev 1943 danspartner till Elsa-Marianne von Rosen på Oscarsteatern. Samma år inledde han ett artistiskt samarbete med May Sandart, som han 1956 också gifte sig med. Han engagerades 1973 vid Dramaten som statist och skådespelare i småroller.
Han ligger begravd på Norra begravningsplatsen i Stockholm.
Börge Krüger var far till skådespelerskan Linda Krüger.

## Filmografi
- 1945 – Blåjackor – dansare

## Teater

### Roller (ej komplett)
| År   | Roll        | Produktion                                | Regi             | Teater            |
| ---- | ----------- | ----------------------------------------- | ---------------- | ----------------- |
| 1944 | Medverkande | Wallyrevyn                                | Leif Amble-Naess | Cirkus, Stockholm |
| 1944 |             | Serenad Staffan Tjerneld och Lajos Lajtai | Leif Amble-Naess | Oscarsteatern     |
| 1949 | Hanen       | Yerma Federico García Lorca               | Per-Axel Branner | Nya Teatern       |
| 1979 | Statist     | Kollontaj Agneta Pleijel                  | Alf Sjöberg      | Dramaten          |
| 1983 | Statist     | Måsen (Чайка, Tjajka) Anton Tjechov       | Gunnel Lindblom  | Dramaten          |